# Bourréac
Bourréac est une commune française  du département des Hautes-Pyrénées, en région Occitanie.
La commune possède un patrimoine naturel remarquable composé de deux zones naturelles d'intérêt écologique, faunistique et floristique.

## Géographie

### Localisation

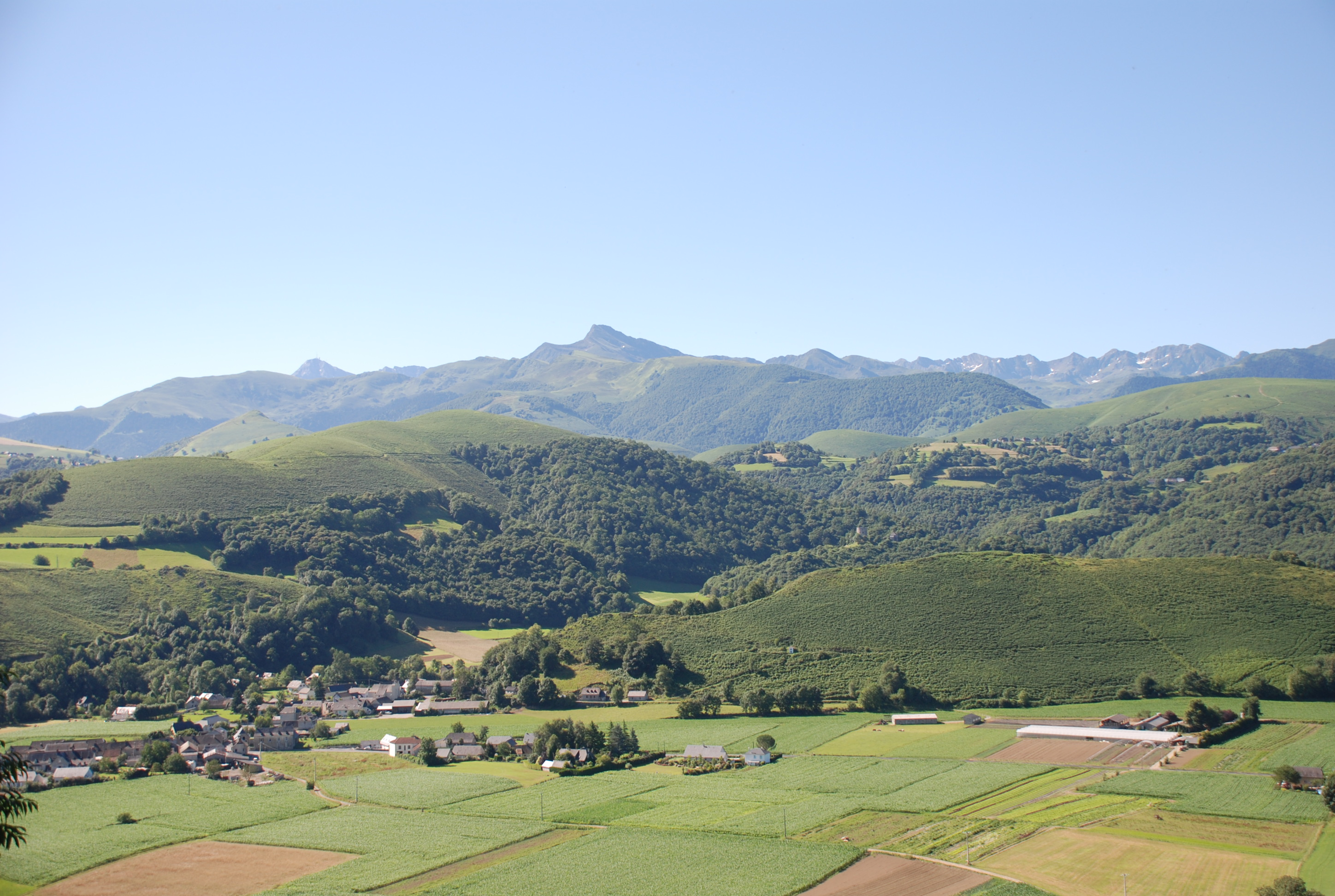
Panorama sur la chaîne depuis Récahorts.

Bourréac est une commune  située dans le centre des Hautes-Pyrénées à quatre kilomètres de Lourdes.
Sur le plan historique et culturel, la commune est dans l’ancien comté de Bigorre, comté historique des Pyrénées françaises et de Gascogne
Elle se trouve dans l'aire d'attraction de Lourdes, ainsi que dans l'unité urbaine et dans le bassin de vie de cette ville. Par ailleurs, elle se trouve dans la zone d'emploi de Tarbes - Lourdes.

### Communes limitrophes
Les communes limitrophes sont Arcizac-ez-Angles, Escoubès-Pouts, Julos, Lézignan et Paréac.
| Julos    | Paréac   |                   |
|          | Bourréac | Escoubès-Pouts    |
| Lézignan |          | Arcizac-ez-Angles |

### Géologie et relief
La superficie de la commune est de 126 hectares ; son altitude varie de 429  à   582 mètres.
Le territoire offre les marques de dépôts morainiques (sédiments, pierres et rochers) provenant de l'ancien glacier qui, il y a 30 000 ans, empruntait la vallée du gave de Pau et recouvrait l'emplacement de la ville de Lourdes. Le village offre la particularité d'avoir plusieurs sources sur le versant nord du territoire communal, en particulier la source de Bidole qui alimentait autrefois le village et celle de Coulat qui alimente le réseau AEP du syndicat intercommunal des Côtes de Bourréac et du Miramont.

### Climat
Le climat qui caractérise la commune est qualifié, en 2010, de « climat des marges montargnardes », selon la typologie des climats de la France qui compte alors huit grands types de climats en métropole. En 2020, la commune ressort du type « climat de montagne » dans la classification établie par Météo-France, qui ne compte désormais, en première approche, que cinq grands types de climats en métropole. Pour ce type de climat, la température décroît rapidement en fonction de l'altitude. On observe une nébulosité minimale en hiver et maximale en été. Les vents et les précipitations varient notablement selon le lieu.
Les paramètres climatiques qui ont permis d’établir la typologie de 2010 comportent six variables pour les températures et huit pour les précipitations, dont les valeurs correspondent à la normale 1971-2000. Les sept principales variables caractérisant la commune sont présentées dans l'encadré ci-contre :
Avec le changement climatique, ces variables ont évolué. Une étude réalisée en 2014 par la Direction générale de l'Énergie et du Climat complétée par des études régionales prévoit en effet que la  température moyenne devrait croître et la pluviométrie moyenne baisser, avec toutefois de fortes variations régionales. Ces changements peuvent être constatés sur la station météorologique de Météo-France la plus proche, « Lourdes », sur la commune de Lourdes, mise en service en 1881 et qui se trouve à 4 km à vol d'oiseau,, où la température moyenne annuelle est de 13,3 °C et la hauteur de précipitations de 1 426,7 mm pour la période 1981-2010.
Sur la station météorologique historique la plus proche, « Tarbes-Lourdes-Pyrénées », sur la commune d'Ossun, mise en service en 1946 et à 9 km, la température moyenne annuelle évolue de 12,2 °C pour la période 1971-2000, à 12,6 °C pour 1981-2010, puis à 12,9 °C pour 1991-2020.

### Paysages
Dominant en balcon la plaine de Lézignan qui s'ouvre sur la ville de Lourdes à l'ouest, le village se situe au centre  d'une ligne de collines, de 500 m à 600 m d'altitude, face à la chaîne pyrénéenne, avec, en particulier, le pic du Jer au premier plan, le Cabaliros, le Hautacam, le pic du Montaigu et le pic du Midi de Bigorre en arrière-plan.
Un chemin de crête (chemin départemental) part du centre du village vers son hameau, Récahorts, et, au-delà, vers Pouts, hameau du village Escoubes-Pouts, avant la descente vers ce village dans la vallée.

### Milieux naturels et biodiversité

#### Zones naturelles d'intérêt écologique, faunistique et floristique
L’inventaire des zones naturelles d'intérêt écologique, faunistique et floristique (ZNIEFF) a pour objectif de réaliser une couverture des zones les plus intéressantes sur le plan écologique, essentiellement dans la perspective d’améliorer la connaissance du patrimoine naturel national et de fournir aux différents décideurs un outil d’aide à la prise en compte de l’environnement dans l’aménagement du territoire.
Une ZNIEFF de type 1 : celle du réseau hydrographique des Angles et du Bénaquès et une ZNIEFF de type 2, les coteaux et vallons des Angles et du Bénaquès sont référencées sur la commune.

Carte des ZNIEFF de type 1 et 2 à Bourréac.
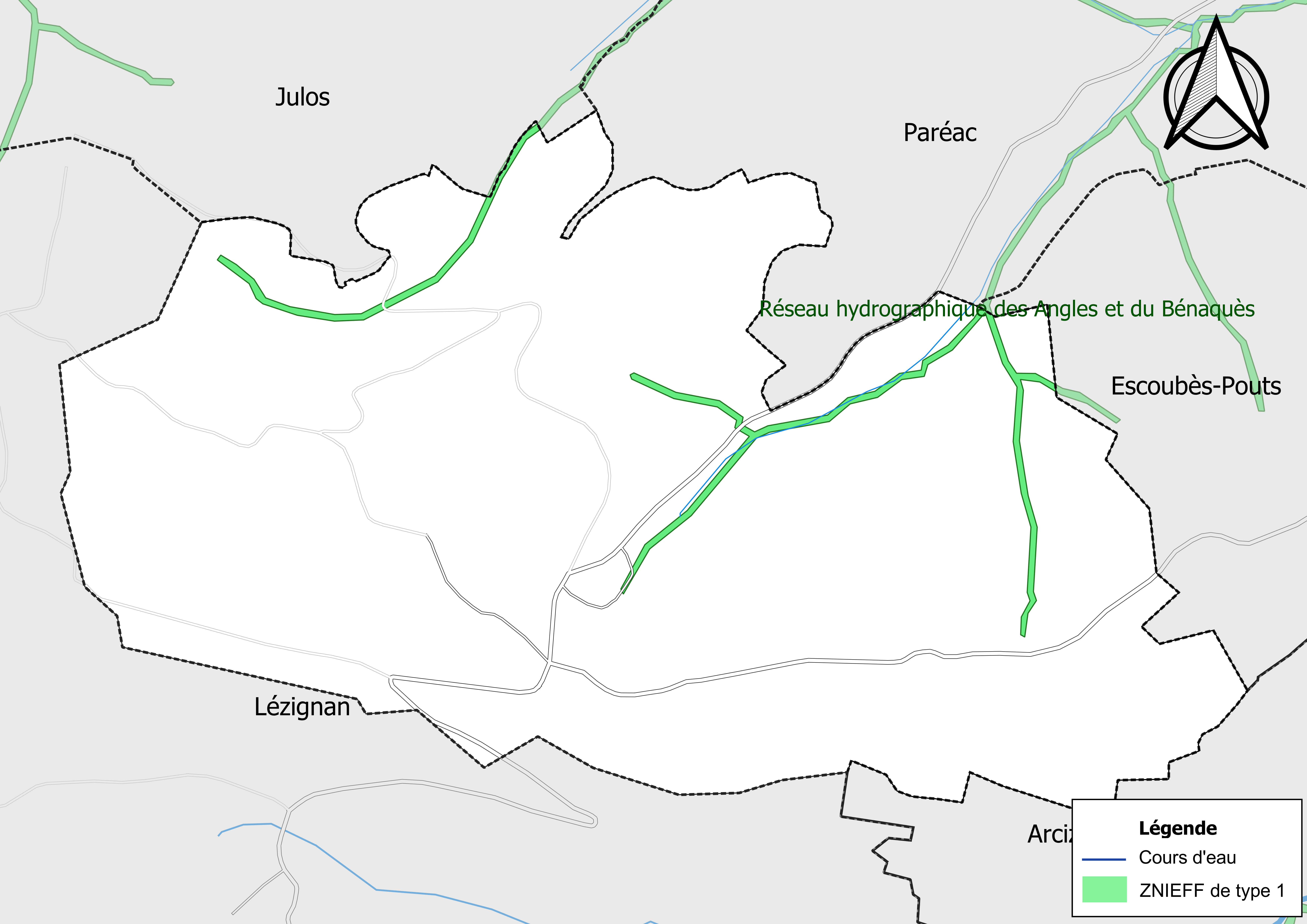
Carte de la ZNIEFF de type 1 sur la commune.
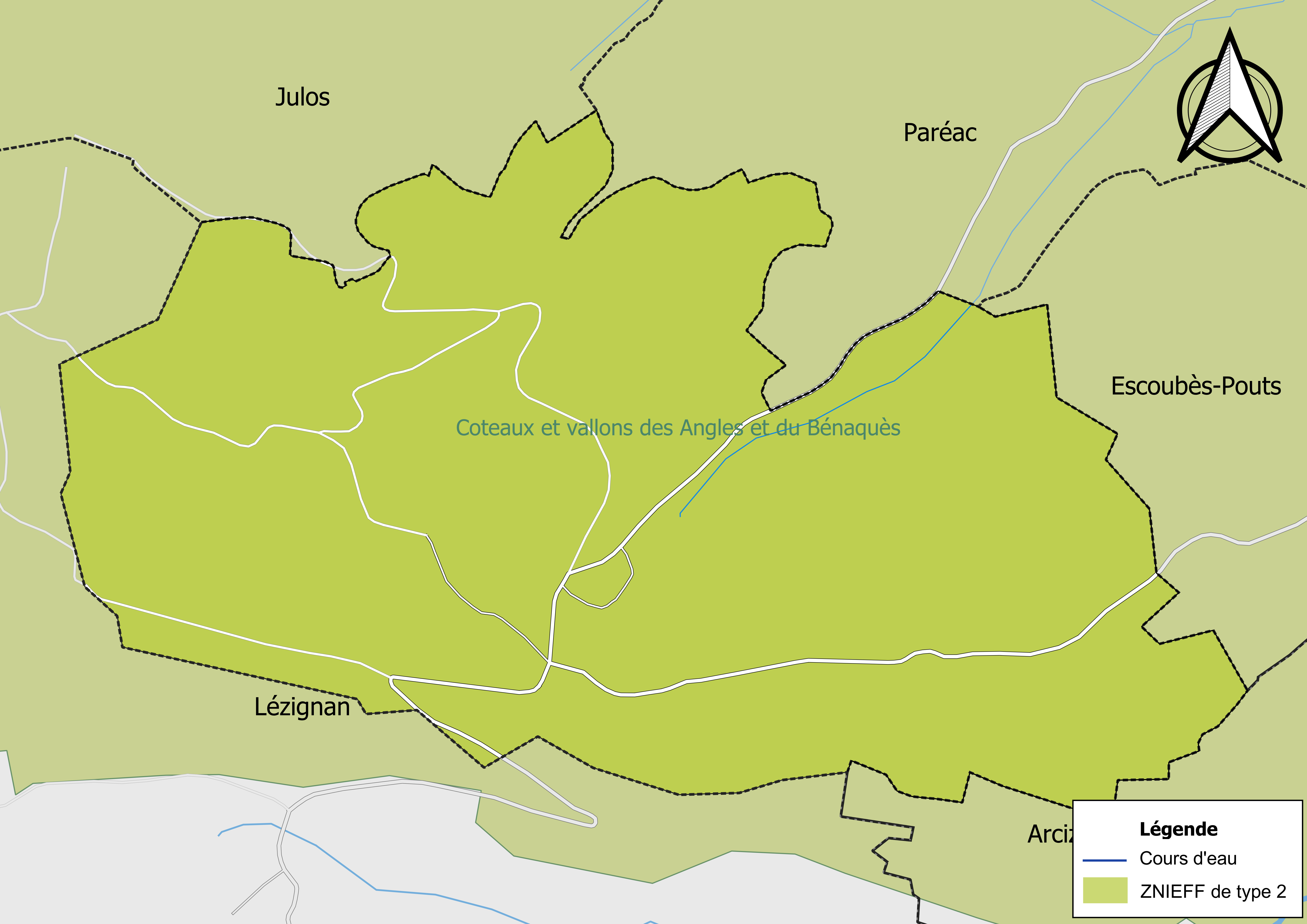
Carte de la ZNIEFF de type 2 sur la commune.

## Urbanisme

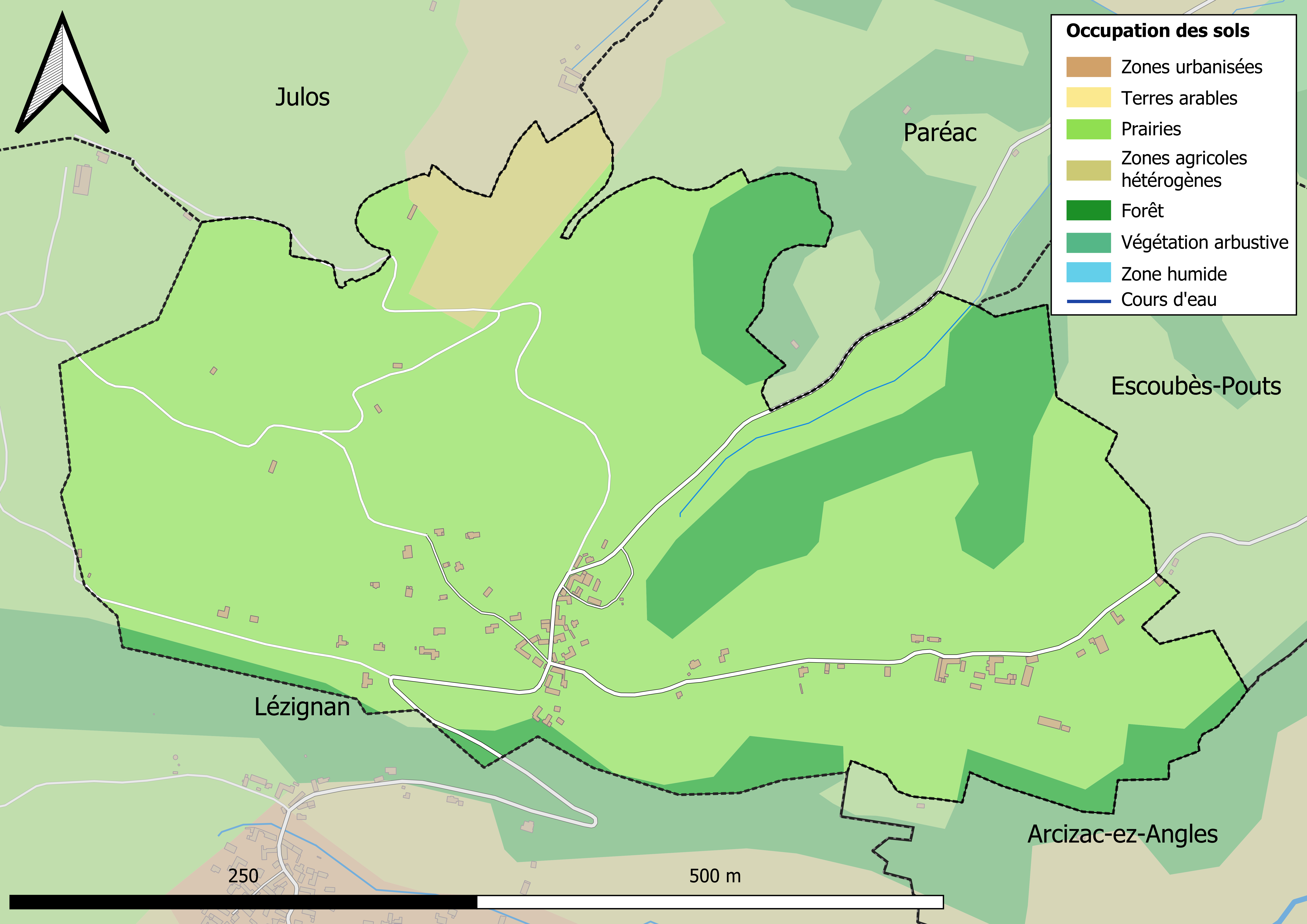
Carte des infrastructures et de l'occupation des sols en 2018 (CLC) de la commune.

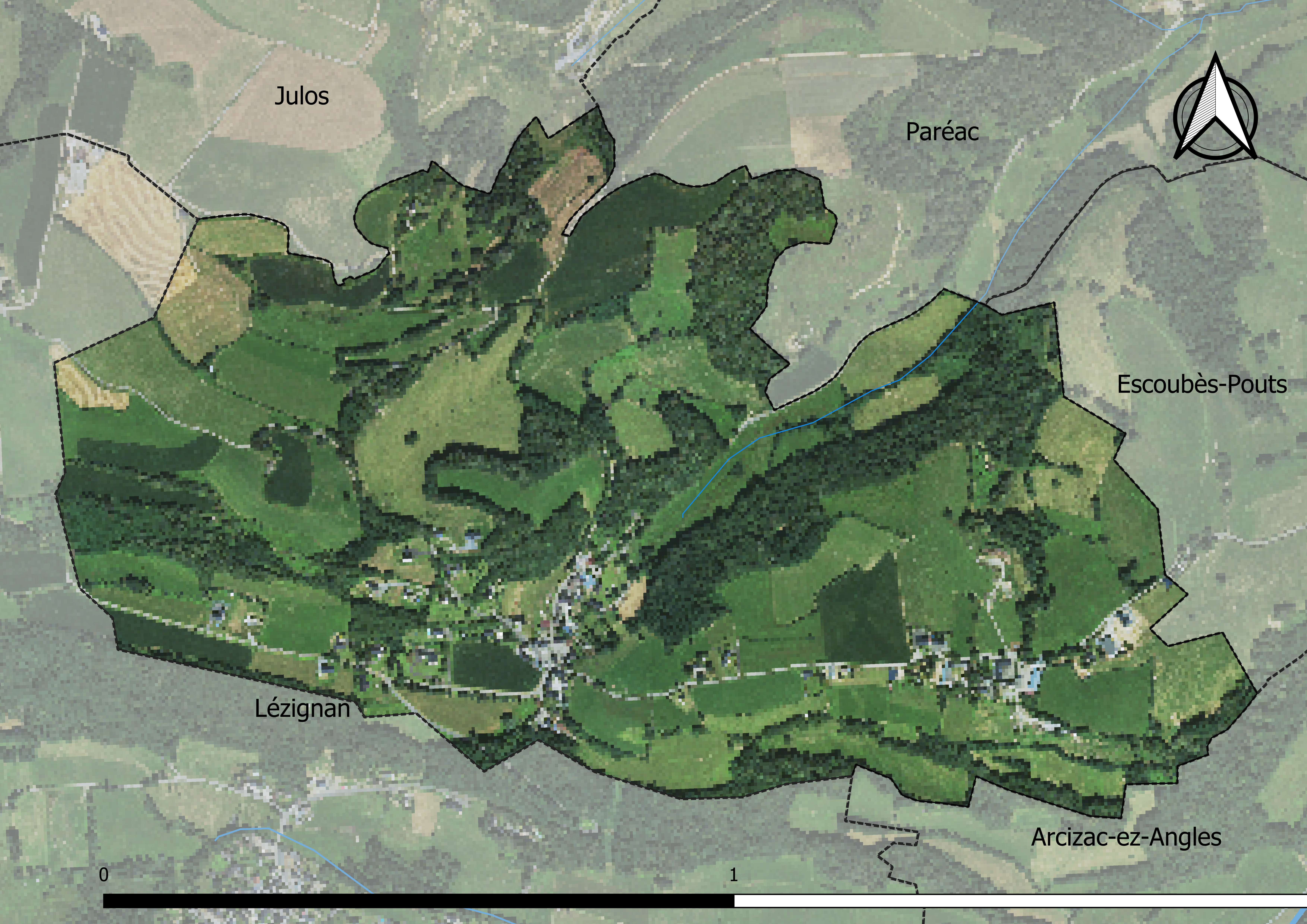
Carte orthophotogrammétrique de la commune.

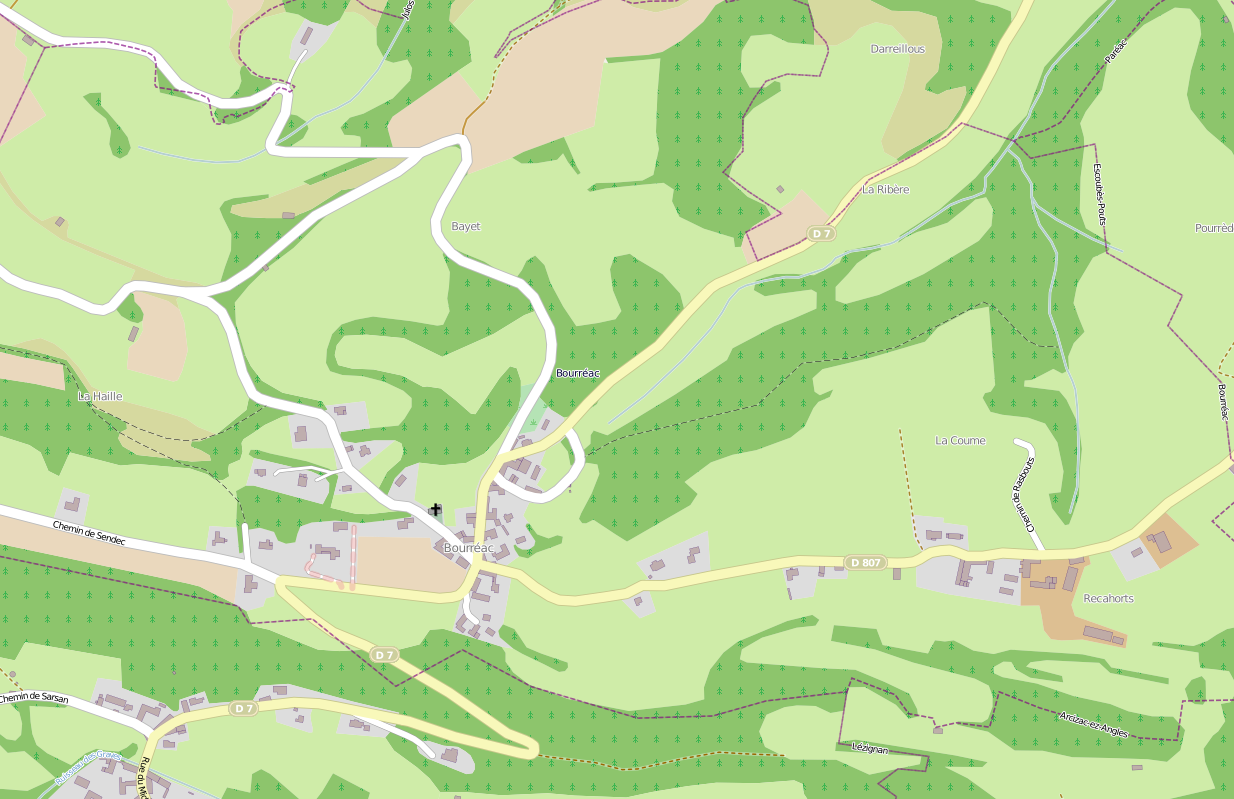
Plan de Bourréac au début de 2013, le bourg au centre et le hameau de Récahorts à droite.

### Typologie
Au 1er janvier 2024, Bourréac est catégorisée commune rurale à habitat dispersé, selon la nouvelle grille communale de densité à sept niveaux définie par l'Insee en 2022.
Elle appartient à l'unité urbaine de Lourdes, une agglomération intra-départementale regroupant treize  communes, dont elle est une commune de la banlieue,,. Par ailleurs la commune fait partie de l'aire d'attraction de Lourdes, dont elle est une commune de la couronne,. Cette aire, qui regroupe 45 communes, est catégorisée dans les aires de moins de 50 000 habitants,.

### Occupation des sols
L'occupation des sols de la commune, telle qu'elle ressort de la base de données européenne d’occupation biophysique des sols Corine Land Cover (CLC), est marquée par l'importance des territoires agricoles (87,3 % en 2018), une proportion identique à celle de 1990 (87,3 %). La répartition détaillée en 2018 est la suivante : 
prairies (83,1 %), forêts (12,7 %), zones agricoles hétérogènes (4,2 %).
L'IGN met par ailleurs à disposition un outil en ligne permettant de comparer l’évolution dans le temps de l’occupation des sols de la commune (ou de territoires à des échelles différentes). Plusieurs époques sont accessibles sous forme de cartes ou photos aériennes : la carte de Cassini (XVIIIe siècle), la carte d'état-major (1820-1866) et la période actuelle (1950 à aujourd'hui).

### Lieux-dits, hameaux et écarts
Outre le chef-lieu, le territoire de la commune comprend le hameau de Récahorts.

### Habitat et logement
En 2020, le nombre total de logements dans la commune était de 56, alors qu'il était de 53 en 2015 et de 46 en 2010.
Parmi ces logements, 82,1 % étaient des résidences principales, 12,5 % des résidences secondaires et 5,4 % des logements vacants. Ces logements étaient pour 91,1 % d'entre eux des maisons individuelles et pour 8,9 % des appartements.
Le tableau ci-dessous présente la typologie des logements à Bourréac en 2020 en comparaison avec celle des Hautes-Pyrénées et de la France entière. Une caractéristique marquante du parc de logements est ainsi une proportion de résidences secondaires et logements occasionnels (12,5 %) inférieure à celle du département (23,2 %) mais supérieure à celle de la France entière (9,7 %).
| Typologie                                               | Bourréac | Hautes-Pyrénées | France entière |
| ------------------------------------------------------- | -------- | --------------- | -------------- |
| Résidences principales (en %)                           | 82,1     | 67,3            | 82,1           |
| Résidences secondaires et logements occasionnels (en %) | 12,5     | 23,2            | 9,7            |
| Logements vacants (en %)                                | 5,4      | 9,5             | 8,2            |

### Projets d'aménagement
Fin 2014, le maire annonce « Le prochain renforcement du réseau électrique en moyenne tension sur la ligne de crête, allant au hameau de Récahorts, se traduira par l'enfouissement des lignes et participera encore à l'amélioration de la qualité paysagère de la commune. Bourréac est devenu, de ce fait, une escale privilégiée par les randonneurs et les cyclotouristes ».

### Risques naturels et technologiques
Le territoire de la commune de Bourréac est vulnérable à différents aléas naturels : météorologiques (tempête, orage, neige, grand froid, canicule ou sécheresse), feux de forêts, mouvements de terrains et séisme (sismicité moyenne). Un site publié par le BRGM permet d'évaluer simplement et rapidement les risques d'un bien localisé soit par son adresse soit par le numéro de sa parcelle.
Bourréac est exposée au risque de feu de forêt. Un plan départemental de protection des forêts contre les incendies a été approuvé par arrêté préfectoral le 21 avril 2020 pour la période 2020-2029. Le précédent couvrait la période 2007-2017. L’emploi du feu est régi par deux types de réglementations. D’abord le code forestier et l’arrêté préfectoral du 27 octobre 2014, qui réglementent l’emploi du feu à moins de 200 m des espaces naturels combustibles sur l’ensemble du département. Ensuite celle établie dans le cadre de la lutte contre la pollution de l’air, qui interdit le brûlage des déchets verts des particuliers. L’écobuage est quant à lui réglementé dans le cadre de commissions locales d’écobuage (CLE)

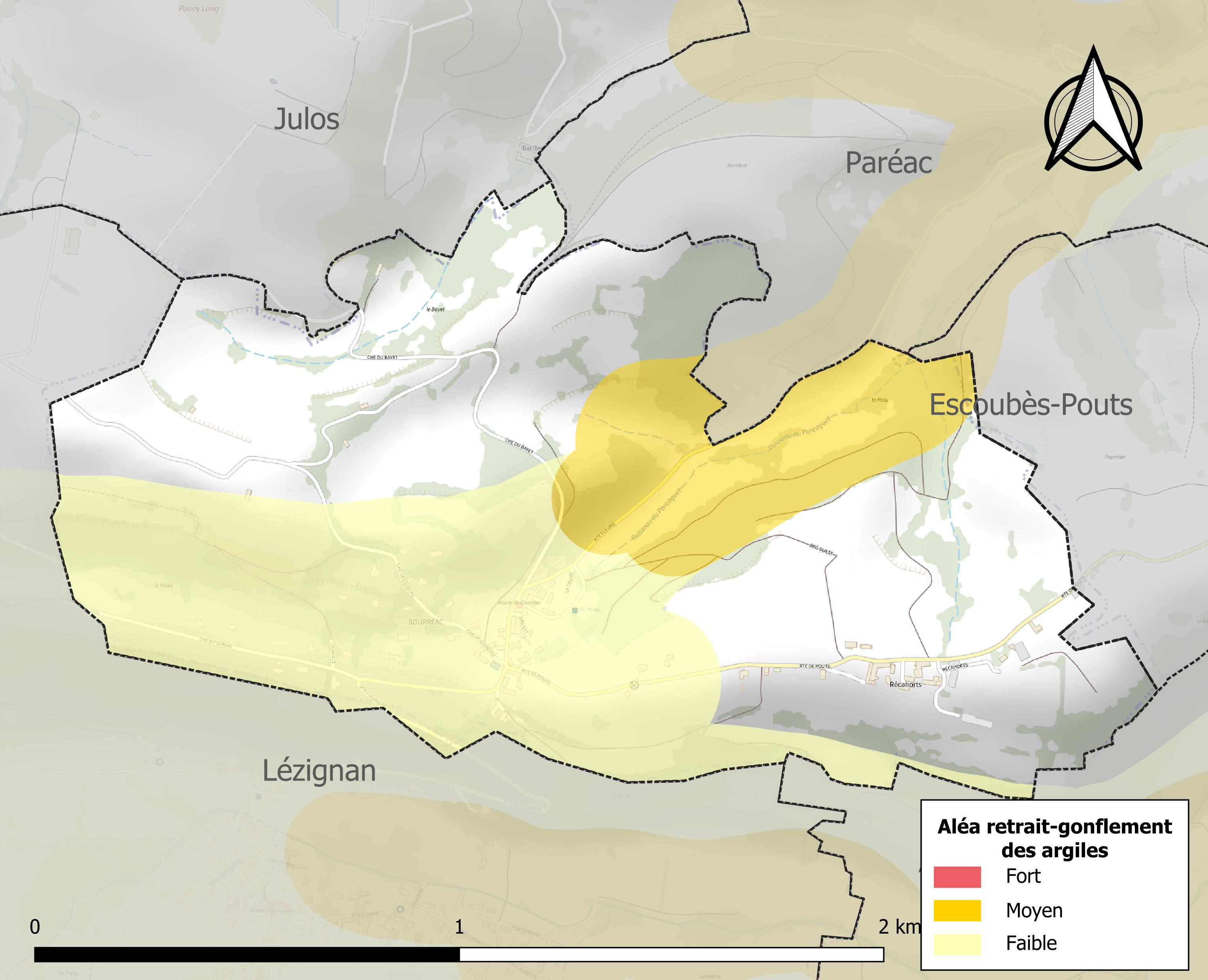
Carte des zones d'aléa retrait-gonflement des sols argileux de Bourréac.

Les mouvements de terrains susceptibles de se produire sur la commune sont des tassements différentiels.
Le retrait-gonflement des sols argileux est susceptible d'engendrer des dommages importants aux bâtiments en cas d’alternance de périodes de sécheresse et de pluie. 13,2 % de la superficie communale est en aléa moyen ou fort (44,5 % au niveau départemental et 48,5 % au niveau national). Sur les 41 bâtiments dénombrés sur la commune en 2019, 0 sont en aléa moyen ou fort, soit 0 %, à comparer aux 75 % au niveau départemental et 54 % au niveau national. Une cartographie de l'exposition du territoire national au retrait gonflement des sols argileux est disponible sur le site du BRGM,.
Par ailleurs, afin de mieux appréhender le risque d’affaissement de terrain, l'inventaire national des cavités souterraines permet de localiser celles situées sur la commune.
La commune a été reconnue en état de catastrophe naturelle au titre des dommages causés par les inondations et coulées de boue survenues en 1982, 1999 et 2009. Concernant les mouvements de terrains, la commune a été reconnue en état de catastrophe naturelle au titre des dommages causés par des mouvements de terrain en 1999.

## Toponymie
Le nom de la commune a évolué au fil des siècles :
Dénominations historiques :
- in Burriacho, latin (fin XIe  – début XIIe siècle, cartulaire de Saint Pé, arch. des H.P.) ;
- Buriac, Burriac (1429, censier de Bigorre) ;
- Burriac aus Angles (1609, Livre de la Réforme de Sainct-Pé, arch. des H.P.)[30] ;
- Bouriac, Bourriac (1738, arpentement de la Baronnie des Angles[31], puis 1760, pouillé du diocèse de Tarbes par Larcher; puis 1789, cahier des doléances) ;
- Bourréac (v 1809, plan cadastral napoléonien, 1810, carte de Cassini).

Localement, le nom de la commune est prononcé [bourri'yak].
Comme tous les toponymes dont le suffixe est ac, le nom de Bourréac vient d'un nom de domaine antique. Ce nom est formé sur le nom patronymique Burrius ou Burrinus et du suffixe -acum, soit « le domaine de Burrius ».
La dénomination du hameau, Récahorts, a évolué aussi avec le temps : on lit Requehor sur la carte de Cassini ci-jointe et Roquehort dans l'arpentement de la Baronnie des Angles de 1738. L'étymologie en est roc ou roque hort/e c'est-à-dire roche forte par référence vraisemblablement à une terre lourde et argileuse (avec des affleurements schisteux) alors que Bourréac a des terres morainiques très filtrantes.

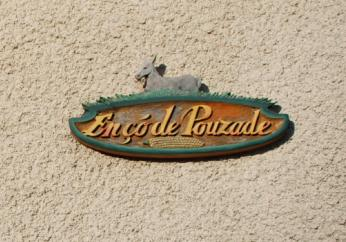
En ço de Pouzadé à Bourréac.

### Centre du village

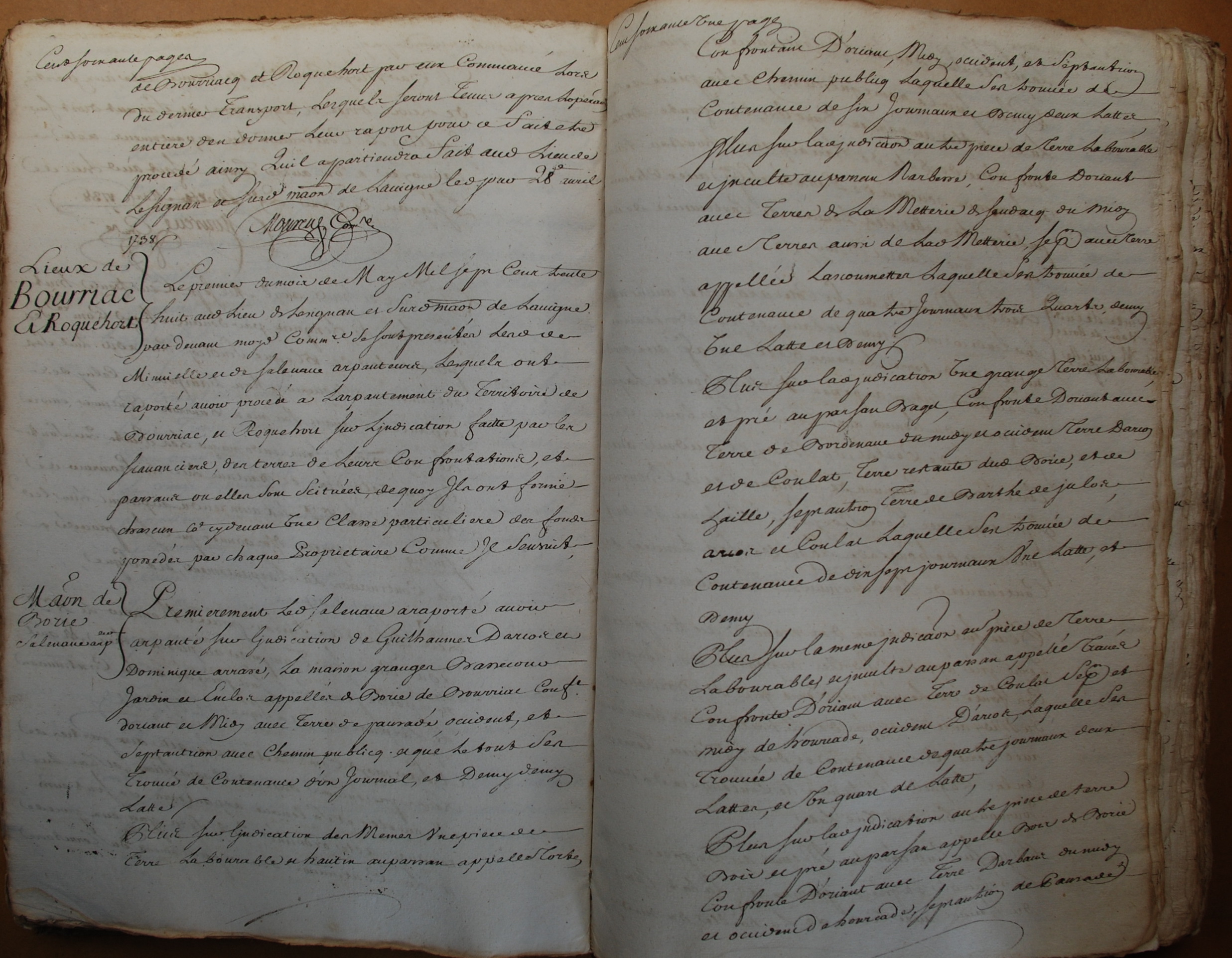
Extrait de l'arpentement de la Baronnie des Angles (1738) concernant les noms de lieux de Bourréac (Bourriac) et Récahorts (Roquehort)

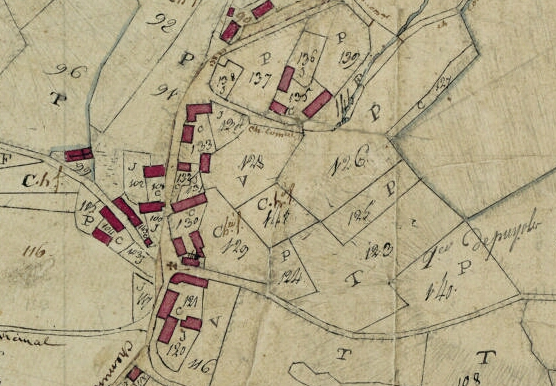
Plan cadastral de 1809 du centre de Bourréac.

### Hameau de Récahorts

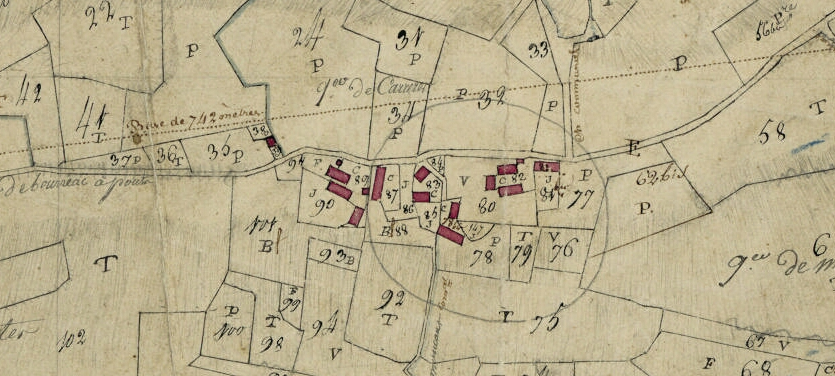
Extrait du plan cadastral de 1809 du hameau de Récahorts.

## Histoire

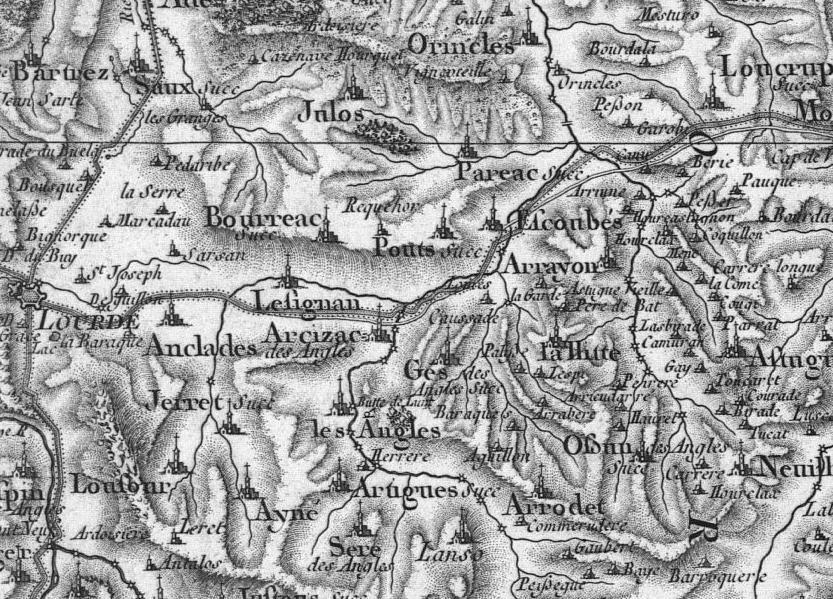
Extrait de la carte de Cassini (XVIIIe siècle) mentionnant les noms de communes, paroisses ou succursales de paroisse comme Bourréac, et leurs hameaux.

### Antiquité
L'inventaire archéologique départemental fait état de la découverte en 1846 d'une statue en marbre au lieu-dit Sendac qui permet d'envisager l'existence d'un site funéraire antique très important. Cette statue est visible dans le musée du jardin Massey à Tarbes.

### Ancien régime
La commune est sous l'Ancien Régime incluse dans le Pays et dans la sénéchaussée de Bigorre, ainsi que dans le Quarteron de Lourdes. Elle fait alors partie intégrante de la baronnie des Angles.

### Révolution française et Empire
Le plan cadastral napoléonien de Bourréac est consultable sur le site des archives départementales des Hautes-Pyrénées de même que le « cahier des doléances de Bourriac, annexe des Angles » de 1789.

### Époque contemporaine

#### L'agriculture paysanne originelle

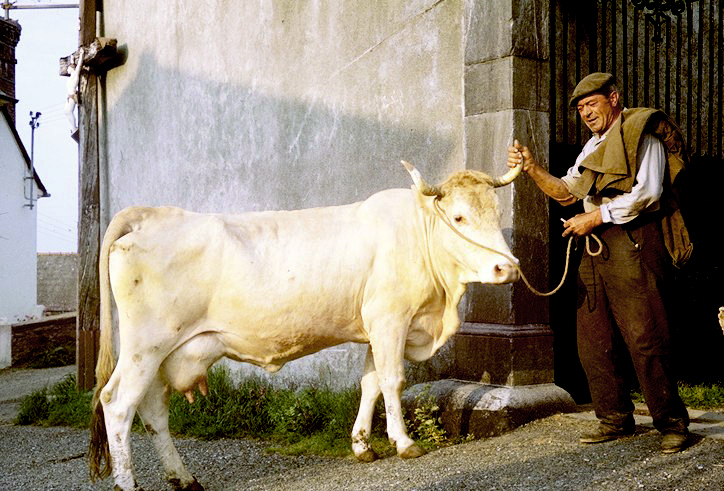
Vache lourdaise tenue par François Sarthe, dit François de Passet, à Bourréac, vers 1966.

Jusqu'à la Première Guerre mondiale, l'élevage ovin occupait une place prépondérante dans la plupart des communes de la montagne de Bigorre et dans le piémont pyrénéen. Cet élevage s'appuyait sur l'exploitation souvent intensive, avec irrigation quand c'était possible, des prés en bien propre avec leurs granges foraines traditionnelles aux toits d'ardoise, sur la conduite en parcours dans les vastes territoires communaux appelées landes ou serres, et sur les estives de transhumance, en montagne, l'été. La race ovine lourdaise était la race locale de référence particulièrement adaptée à ce mode dominant d'élevage extensif. Par ailleurs les vaches de race lourdaise (variante locale et rustique du groupe bovin Blond du Sud-Ouest représenté aujourd'hui par la blonde d'Aquitaine) étaient exploitées en tant que race mixte : lait, viande et travail, encore que les bœufs Gascons des Pyrénées lui soient évidemment préférés pour le travail.

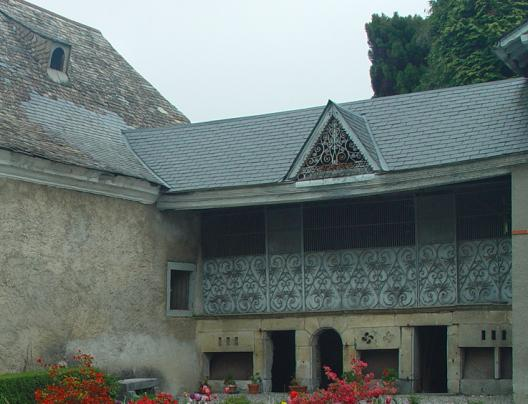
Ancien poulailler-porcherie, En ço de Borie, à Bourréac.

Un élevage porcin et de volailles presque exclusivement destiné aux besoins de la maison existait jadis dans chaque exploitation. Jusque vers 1945, la race porcine locale de référence était le porc bagnérais, porc de type ibérique noir et blanc très réputé pour la qualité de sa viande, dont l'essentiel de la population a servi à reconstituer le porc pie noir du Pays basque. Cet élevage porcin, comme d'ailleurs celui qui l'a remplacé à base de porcs blancs, pour la vente sur les marchés locaux (Tarbes, Trie-sur-Baïse) de porcelets à engraisser, a disparu. De beaux ensembles typiques de poulaillers-porcheries édifiés dans la deuxième moitié du XIXe siècle sont visibles dans nombre de fermes du pays rural lourdais dont un à Bourréac. Conçus manifestement pour l'embellissement des cours de ferme, ils témoignent d'une relative prospérité de la maison à l'époque considérée.

## Politique et administration

### Rattachements administratifs et électoraux

#### Rattachements administratifs
La commune se trouve depuis 1942 dans l'arrondissement d'Argelès-Gazost du département des Hautes-Pyrénées
Elle faisait partie de 1793 à 1973  du canton de Lourdes, année où celui-ci est scindé et la commune rattachée au canton de Lourdes-Est. Dans le cadre du redécoupage cantonal de 2014 en France, cette circonscription administrative territoriale a disparu, et le canton n'est plus qu'une circonscription électorale.

#### Rattachements électoraux
Pour les élections départementales, la commune fait partie depuis 2014 du canton de Lourdes-2
Pour l'élection des députés, elle fait partie de la deuxième circonscription des Hautes-Pyrénées.

### Intercommunalité
Penvénan était membre de la communauté de communes du Pays de Lourdes, un établissement public de coopération intercommunale (EPCI) à fiscalité propre créé fin 2002 et auquel la commune avait transféré un certain nombre de ses compétences, dans les conditions déterminées par le code général des collectivités territoriales.
Dans le cadre des dispositions de la loi portant nouvelle organisation territoriale de la République du 7 août 2015, qui prévoit que les établissements publics de coopération intercommunale (EPCI) à fiscalité propre doivent avoir un minimum de 15 000 habitants, cette intercommunalité a fusionné avec ses voisines pour former, le 1er janvier 2017, la communauté d'agglomération Tarbes-Lourdes-Pyrénées, dont est désormais membre la commune

### Tendances politiques et résultats
Au premier tour de l'élection présidentielles de 2012, les quatre premiers candidats choisis par les électeurs de la commune sont François Hollande (29,17 % des suffrages exprimés), Marine Le Pen (20,83 %), Nicolas Sarkozy et François Bayrou (tous deux 18,06 %). 
Au second tour, le candidat élu François Hollande obtient 40 voix (57,97 %) et Nicolas Sarkozy 29 voix, lors d'un scrutin où 1 électeur (1,37 % des inscrits) s'est abstenu.
Au premier tour de l'élection présidentielles de 2017, les quatre premiers candidats choisis par les électeurs de la commune sont Emmanuel Macron (23,19 % des suffrrages exprimés), François Fillon (21,74 %), Marine Le Pen (20,29 %) et Jean-Luc Mélenchon (18,84 %). 
Au second tour, le candidat élu Emmanuel Macron obtient 38 voix (69,09 %= et Marine Le Pen 17 voix (30,91 %) lors d'un scrutin où 13,70 % des électeurs se sont abstenus.
Au premier tour de l'élection présidentielles de 2022, les quatre premiers candidats choisis par les électeurs de la commune sont Emmanuel Macron (31,71 % des suffrrages exprimés), Marine Le Pen (18,29 %), Jean Lassalle (15,85 %) et Jean-Luc Mélenchon (15,85 %). 
Au second tour, le candidat élu Emmanuel Macron obtient 46 voixs (42,16 %) et Marine Le Pen 28 voix lors d'un scrutin où 4,49 % des électeurs se sont abstenus.

### Administration municipale
Le nombre d'habitants au dernier recensement étant inférieur à 100, le nombre de membres du conseil municipal est de 7.

### Liste des maires
| Période                                  | Période                        | Identité         | Étiquette | Qualité                                                       |
| ---------------------------------------- | ------------------------------ | ---------------- | --------- | ------------------------------------------------------------- |
| Les données manquantes sont à compléter. |                                |                  |           |                                                               |
|                                          |                                |                  |           |                                                               |
| mai 1912                                 | mai 1935                       | Amédée Ladebèze  |           | Agriculteur                                                   |
| mai 1935                                 | mai 1953                       | Jean Darré       |           | Agriculteur                                                   |
| mai 1953                                 | mars 1959                      | Victor Azens     |           | Agriculteur                                                   |
| mars 1959                                | mars 1977                      | Jean Nadau       |           | Agriculteur                                                   |
| mars 1977                                | mars 1989                      | Roland Darré     |           | Professeur à l’École nationale vétérinaire de Toulouse        |
| mars 1989                                | avril 2008                     | Charles Lacrampe |           | Cadre de banque                                               |
| avril 2008                               | mai 2020                       | Roland Darré     |           | Retraité                                                      |
| mai 2020                                 | novembre 2023                  | Charles lacrampe |           | Ancien directeur d’agence au Crédit Agricole Mort en fonction |
| avril 2023                               | En cours (au 30 novembre 2023) | Hervé Palisse    |           | Agent territorial                                             |

## Équipements et services publics

### Espaces publics
Bourréac s'est vu attribuer, en 2014, par le conseil régional de Midi-Pyrénées, le niveau « 1 fleur » du label Villes et Villages fleuris. L'effort de fleurissement se poursuit et les habitants ont candidaté pour obtenir une seconde fleur en 2023.

### Enseignement
La commune dépend de l'académie de Toulouse. Elle ne dispose plus d'école en 2015.

## Population et société
Les habitants sont appelés les Bourréacais ou  Bourréacaises.

### Démographie
L'évolution du nombre d'habitants est connue à travers les recensements de la population effectués dans la commune depuis 1793. Pour les communes de moins de 10 000 habitants, une enquête de recensement portant sur toute la population est réalisée tous les cinq ans, les populations de référence des années intermédiaires étant quant à elles estimées par interpolation ou extrapolation. Pour la commune, le premier recensement exhaustif entrant dans le cadre du nouveau dispositif a été réalisé en 2005.

En 2022, la commune comptait 118 habitants, en évolution de +10,28 % par rapport à 2016 (Hautes-Pyrénées : +1,59 %, France hors Mayotte : +2,11 %).
| 1793 | 1800 | 1806 | 1821 | 1831 | 1836 | 1841 | 1846 | 1851 |
| ---- | ---- | ---- | ---- | ---- | ---- | ---- | ---- | ---- |
| 72   | 76   | 220  | 140  | 116  | 115  | 110  | 113  | 121  |

| 1856 | 1861 | 1866 | 1872 | 1876 | 1881 | 1886 | 1891 | 1896 |
| ---- | ---- | ---- | ---- | ---- | ---- | ---- | ---- | ---- |
| 108  | 110  | 112  | 103  | 112  | 122  | 100  | 106  | 103  |

| 1901 | 1906 | 1911 | 1921 | 1926 | 1931 | 1936 | 1946 | 1954 |
| ---- | ---- | ---- | ---- | ---- | ---- | ---- | ---- | ---- |
| 94   | 90   | 95   | 76   | 76   | 59   | 61   | 58   | 47   |

| 1962 | 1968 | 1975 | 1982 | 1990 | 1999 | 2005 | 2006 | 2010 |
| ---- | ---- | ---- | ---- | ---- | ---- | ---- | ---- | ---- |
| 46   | 41   | 45   | 49   | 46   | 70   | 91   | 94   | 84   |

| 2015 | 2020 | 2022 | - | - | - | - | - | - |
| ---- | ---- | ---- | - | - | - | - | - | - |
| 107  | 112  | 118  | - | - | - | - | - | - |

Debien souligne la chute importante et inexpliquée de la population de Bourréac entre 1806 et 1821 dans un contexte d'accroissement global de la population des communes rurales du canton de Lourdes-Est. Or cette valeur de 220 pour Bourréac, en 1806, que l'on retrouve dans d'autres publications qui ont repris la même source paraît peu vraisemblable. En fait, la confrontation avec une autre source d'information, celle du cadastre de 1809 qui fait état d'un effectif « d'environ 140 personnes », montre qu'elle est très probablement inexacte et que l'effectif recensé en 1806 a dû être plus vraisemblablement de 120 personnes.
Bourréac est une commune rurale qui a connu une forte hausse de la population depuis 1968.

### Manifestations culturelles et festivités
Au XXIe siècle, Bourréac partage avec la commune voisine de Lézignan la même fête communale organisée autour du premier dimanche de novembre, après la Toussaint.
L'ASSO’S Lézignan - Bourréac dont le siège est à la mairie de Lézignan remplit les fonctions d'un comité des fêtes et d'animation et réalise depuis 2009 des actions conviviales pour les deux communes, Lézignan et Bourréac, en particulier : la fête locale à Toussaint, le repas de Carnaval, l’intervillage début juin, ainsi que d'autres manifestations et soirées tout au long de l’année, telles que des projections de films, une fête du gâteau à la broche.

Logo de L'ASSO’S Lézignan - Bourréac.
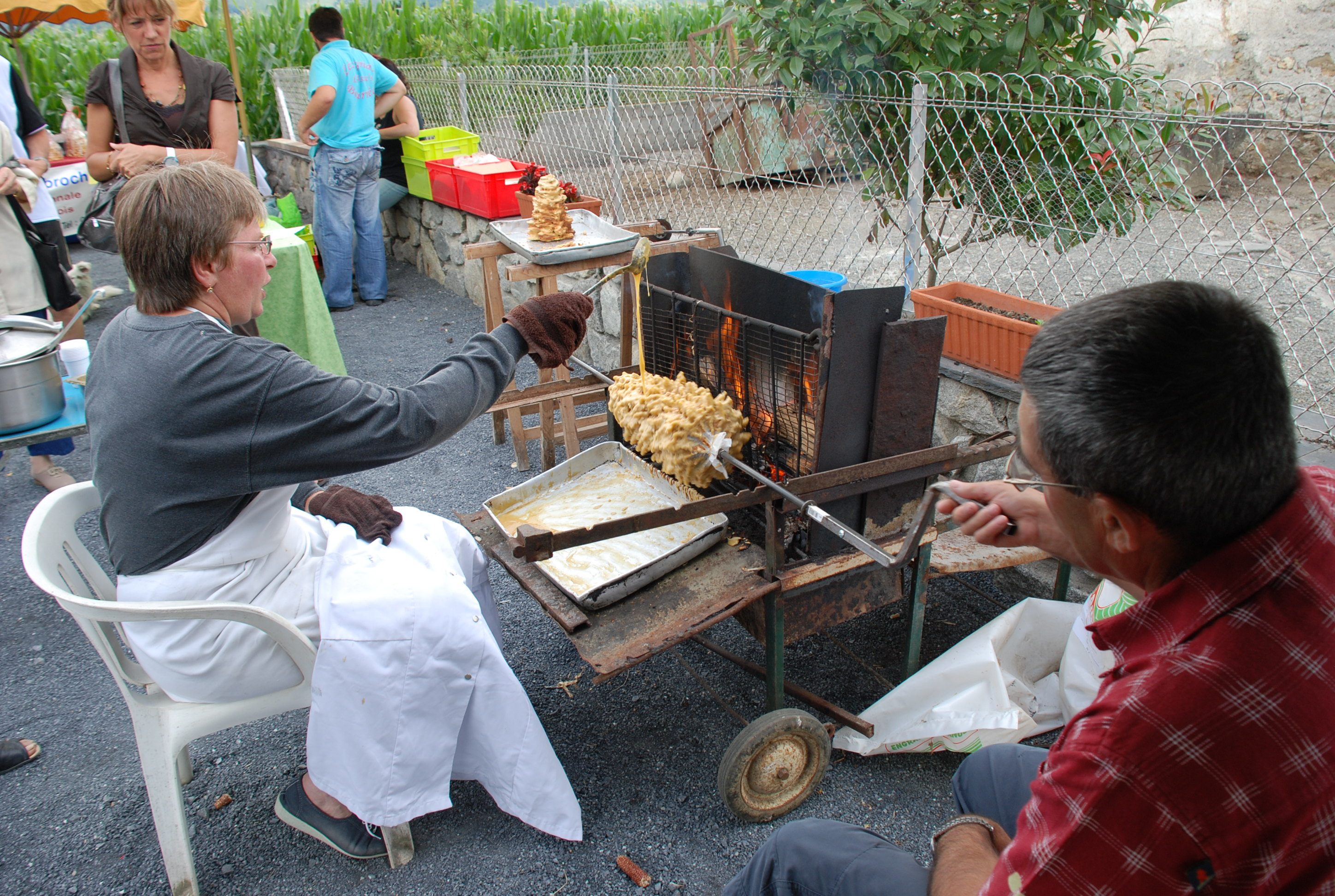
Fête du gâteau à la broche.

### Médias
Les actualités de la commune sont suivies par le quotidien régional La Dépêche du Midi.
L'ancien maire Roland Darré, enseignant retraité, féru de partage de connaissances, est à l'initiative du site consacré à la commune, et assure des initiations à la rédaction dans l'encyclopédie wikipédia,.

### Cultes
Les fidèles catholiques sont rassemblés dans l'ensemble paroissial de la Baronnie des Angles qui regroupe douze communes. Cet ensemble paroissial est lui-même l'un des sept ensembles du « secteur Lourdes » au sein du diocèse de Tarbes et Lourdes. L'église paroissiale est toujours utilisée, notamment pour des concerts, mais le culte catholique n'y est plus célébré régulièrement.
Après avoir été paroisse puis succursale de la paroisse du village des Angles sous l'Ancien Régime, le territoire de la commune a été rattaché[Quand ?] à la paroisse de Lézignan, commune la plus proche.
A Nouste, bulletin  mensuel interparoissial du « secteur Lourdes », relate les principaux événements de la vie paroissiale du Pays rural lourdais qui constitue une entité culturelle recouvrant les actuelles communautés de communes de la Baronnie des Angles, de Batsurguère, du Castelloubon, de la Croix Blanche et du Pays de Lourdes.

## Économie

### Emploi
En 2012, la population âgée de 15 à 64 ans s'élevait à 55 personnes, parmi lesquelles on comptait 83,3 % d'actifs dont 70,4 % ayant un emploi et 13 % de chômeurs.
On comptait 14 emplois dans la zone d'emploi, contre 22 en 2007. Le nombre d'actifs ayant un emploi résidant dans la zone d'emploi étant de 39, l'indicateur de concentration d'emploi est de 35,8 %, ce qui signifie que la zone d'emploi offre seulement un emploi pour trois habitants actifs.

### Entreprises et commerces
Au 31 décembre 2012, Bourréac comptait 14 établissements : 9 dans l’agriculture-sylviculture-pêche, 2 dans l'industrie, aucun dans la construction, 1 dans le commerce-transports-services divers et 2 étaient relatifs au secteur administratif. Parmi ces 14 établissements, six portent le nom de Sanguinet, dont un dans le domaine des services d'aménagement paysager qui emploie plus de dix salariés et un chiffre d'affaires en 2013 de 2 430 600 €.
En 2013, 2 entreprises ont été créées à Bourréac, les deux par des autoentrepreneurs.

#### Agriculture
L'importance de l'agriculture, à Bourréac comme ailleurs, va bien au-delà d'un bilan technique et économique des productions en volume et en valeur. L'agriculture et en l'occurrence l'élevage sont les outils principaux de gestion et d'aménagement des espaces contribuant à la perception positive de l'environnement. Ils génèrent des satisfactions environnementales appelées aménités qui participent au charme et à l'attrait des lieux en sus de l'atout majeur que peut être le panorama sur la chaîne pyrénéenne : des paysages ouverts, des espaces entretenus, des prés, des animaux dans ces espaces, etc.
La quasi-disparition de l'élevage ovin et de la race bovine lourdaise ont remis en question l'exploitation traditionnelle des communaux revenus progressivement à l'état de fougeraies soumises à l'écobuage annuel telles qu'on peut les voir encore sur les zones d'étage collinéen les plus pentues, comme celles qui dominent Lourdes (Serre de Sarsan). En 1977, les communes de Lézignan, Bourréac et Julos sont parvenues à un accord de partage de leurs communaux dont l'exploitation était jusqu'alors indivise et seulement consacrée au mode pastoral. Après retournement et amendements, ces landes ont été affermées aux agriculteurs locaux pour être converties avec succès en terres de culture (maïs grain et maïs ensilage) ou en prairies. Cette transformation s'est traduite par un accroissement significatif du cheptel bovin, dans les races prim'Holstein ou montbéliarde en système laitier, blonde d'Aquitaine ou limousine, principalement, parfois charolaise ou bazadaise, en système allaitant. Elle a permis aussi la création de nouveaux bâtiments d'élevage fonctionnels hors des villages et proches des lieux de pâturage, dont l'élevage laitier dit de Peyrehicade sur les landes de Bourréac.
L'agriculture de Bourréac d'aujourd'hui repose essentiellement sur l'élevage bovin dans quatre exploitations dont une en élevage bovin laitier avec production de veaux de lait, une en élevage allaitant avec production de veaux de boucherie sous la mère et deux en élevage allaitant avec production de veaux broutards. La transhumance estivale des vaches limousines et blondes d'Aquitaine se fait en camion qui permet d'accéder aux estives du cirque d'Estaubé (près de Gavarnie).

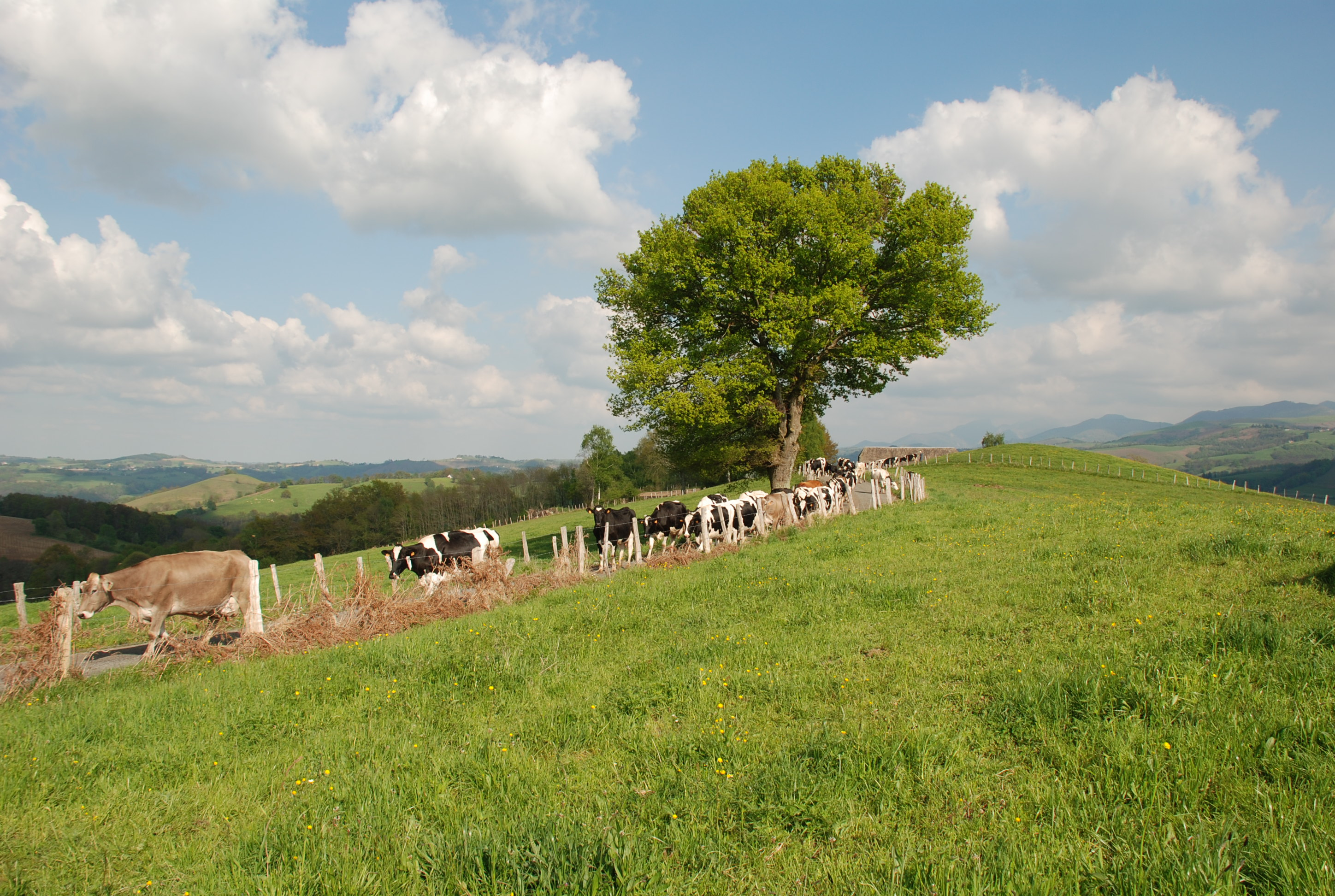
Rentrée des vaches, le soir, pour la traite à Peyrehicade. Photo prise au Courtaou.
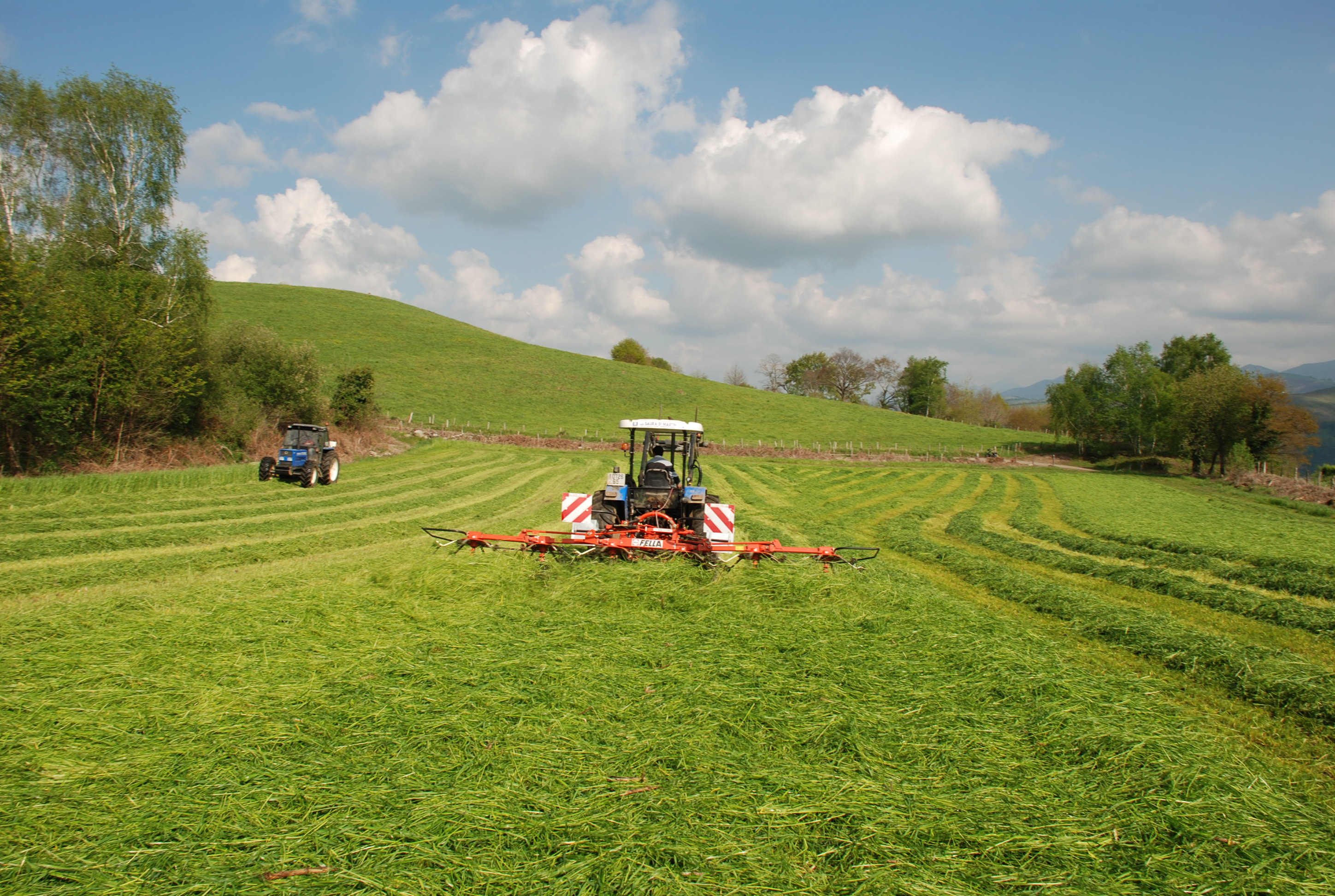
Fauchaison et fanage au Courès.
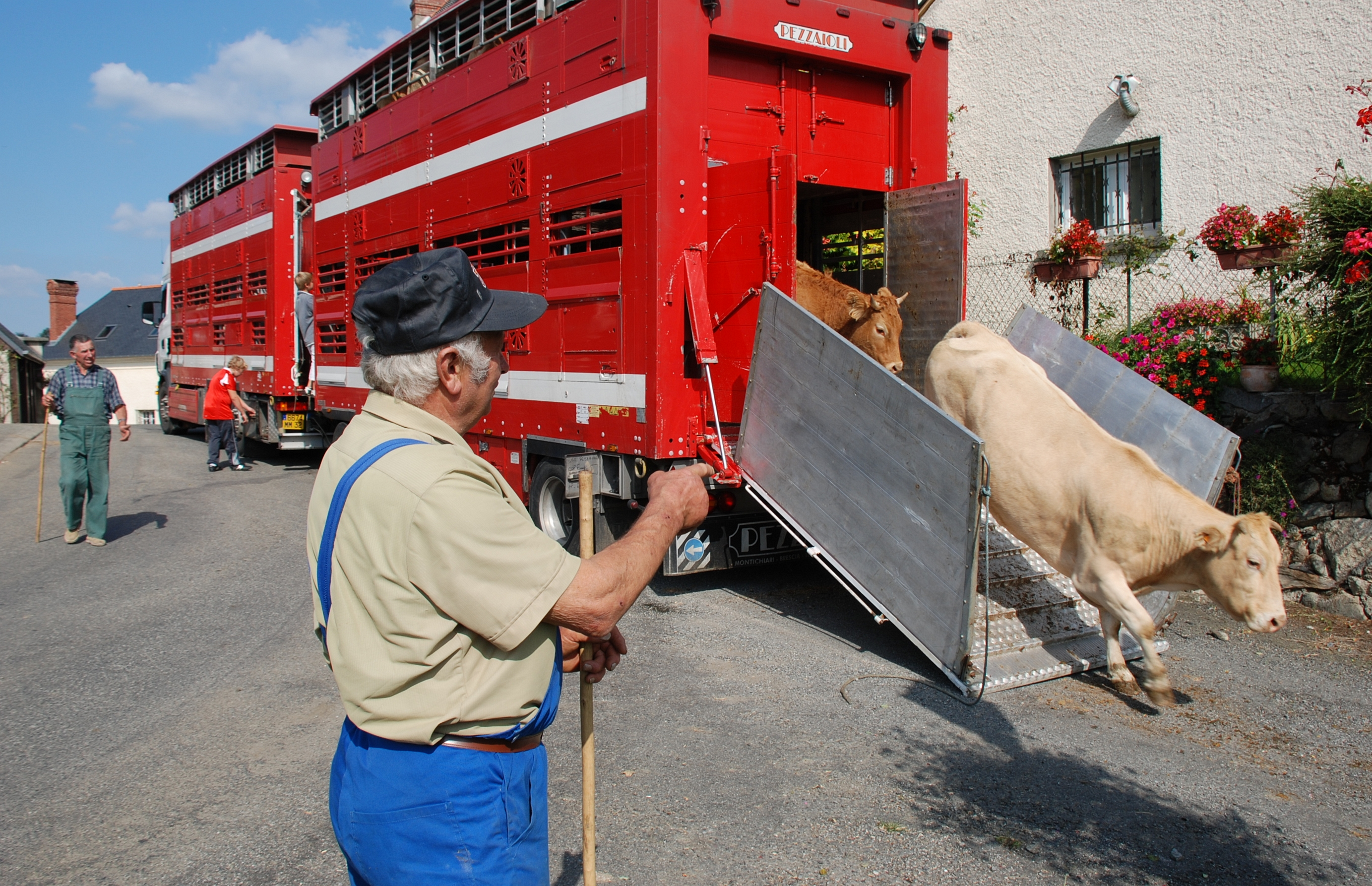
Retour d'estive (vallée et cirque d'Estaubé) à Bourréac, à la fin septembre.
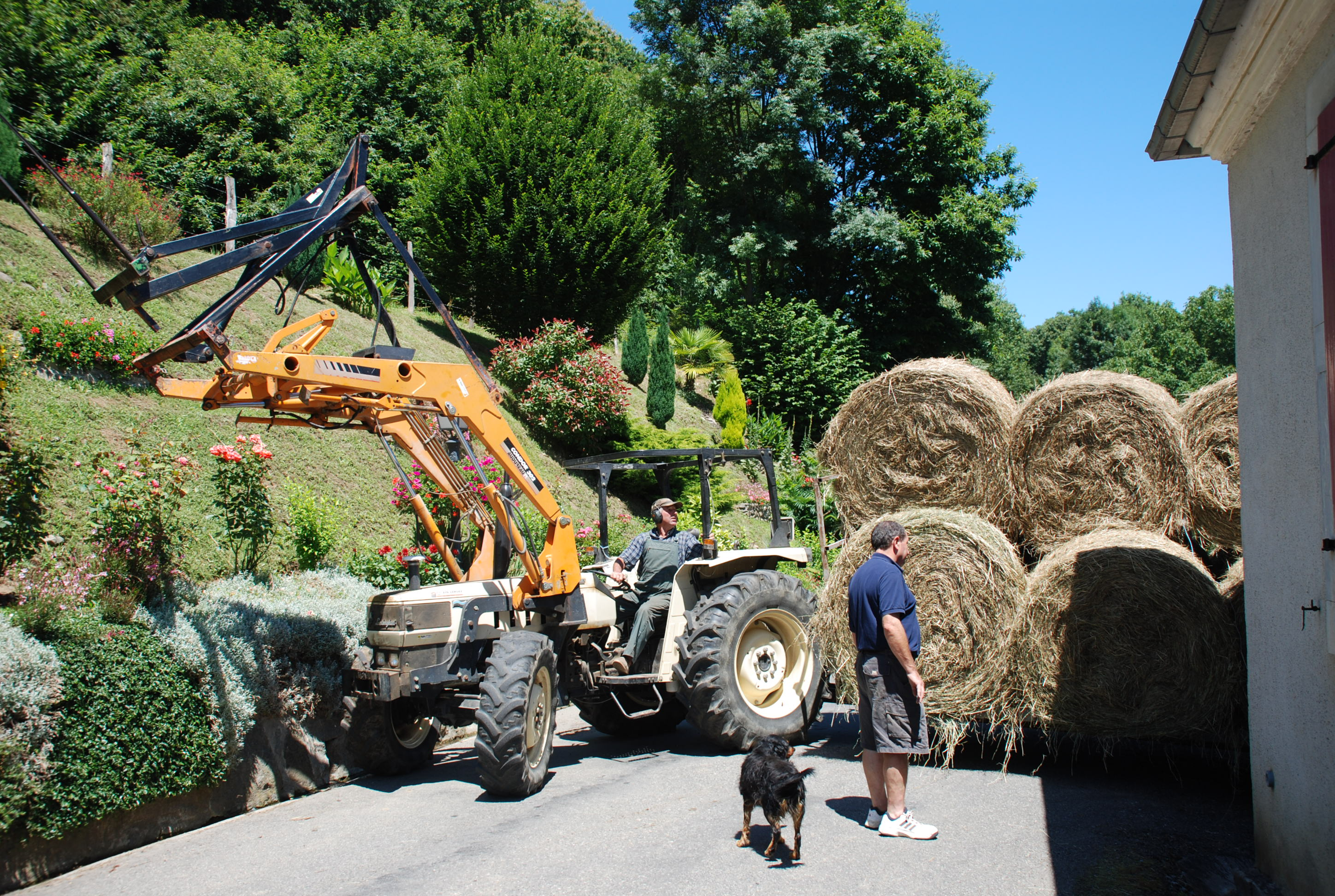
La rentrée du foin dans une exploitation de Bourréac.
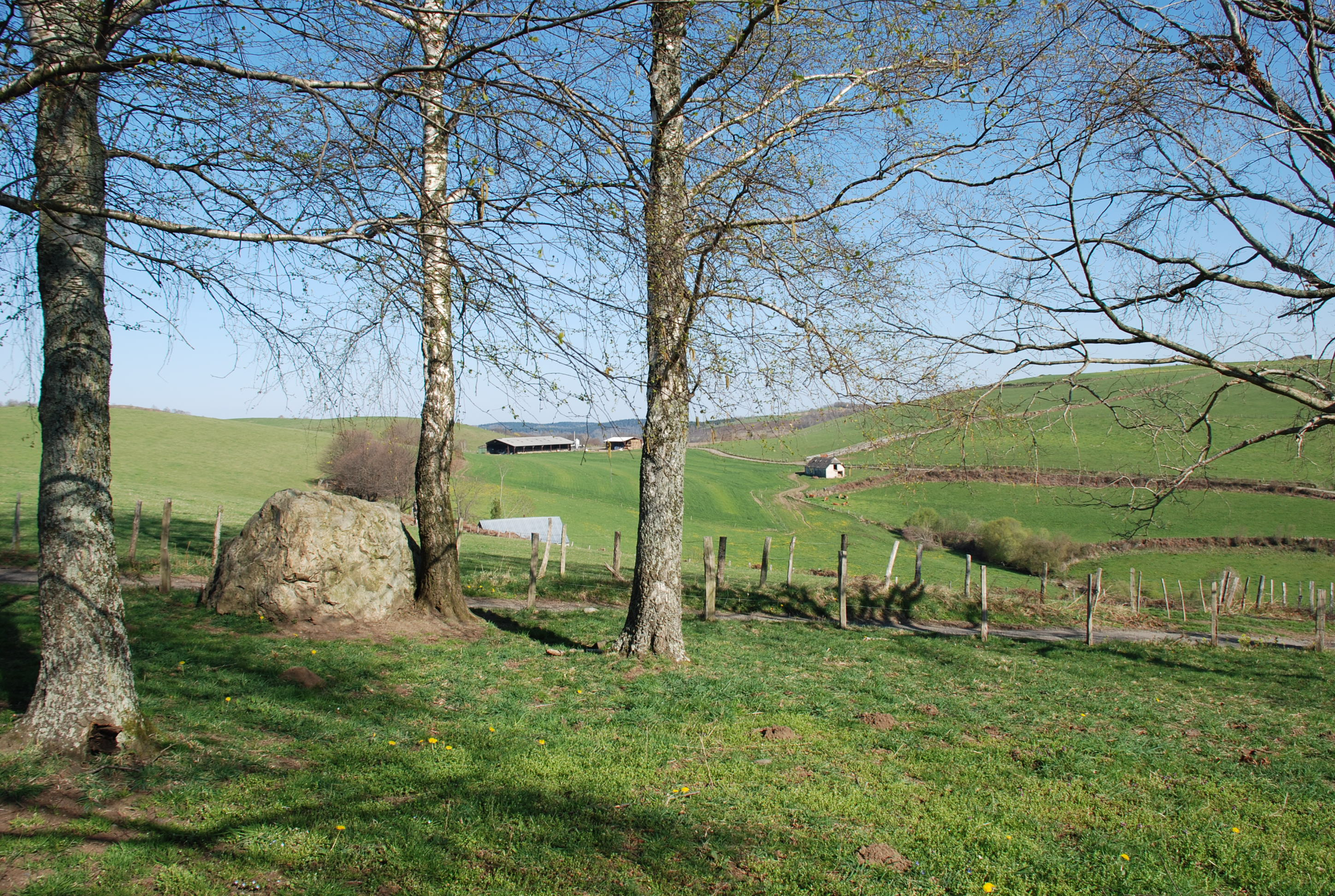
Stabulation libre de Peyrehicade et grange foraine de La Grabe depuis le Courtaou.

Les terres labourables ont une bonne valeur agronomique. Certaines bien exposées et proches du village étaient autrefois réputées localement pour la production de pommes de terre primeur.

#### Nouvellesruralités

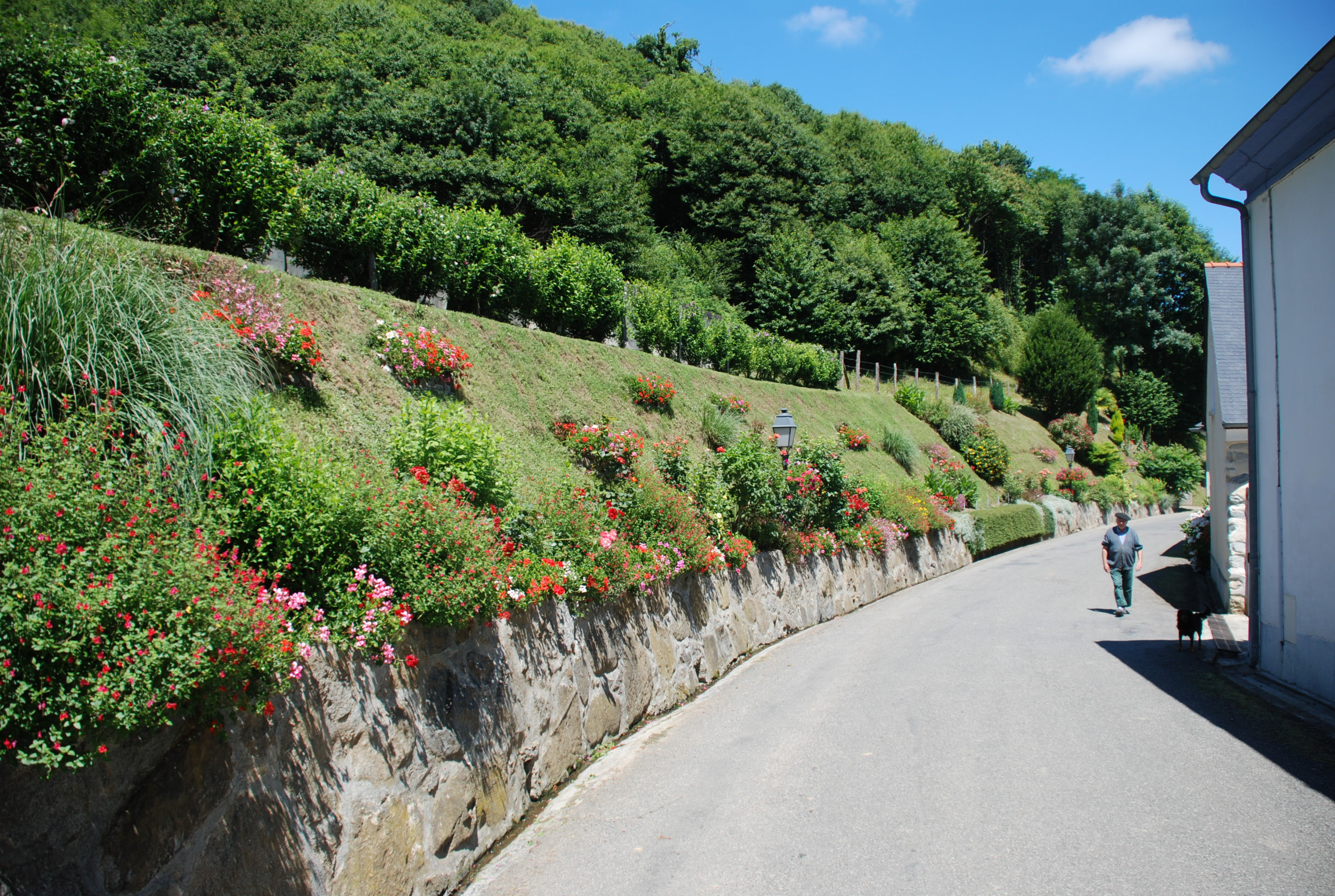
Talus fleuri le long de la voie départementale.

À l'origine exclusivement agricole, la population compte aujourd'hui une majorité d'actifs dont l'emploi se situe en milieu urbain. Cette situation est la même dans toutes les communes du pays rural lourdais.

#### Tourisme
La proximité de Lourdes et des hauts lieux touristiques pyrénéens ainsi que la qualité de l'environnement local ont amené les habitants à la création de gîtes ruraux, la commune ne disposant au 1er janvier 2015 d'aucune place d'accueil saisonnier (hôtel, camping, autre hébergement collectif).

## Culture locale et patrimoine

### Lieux et monuments

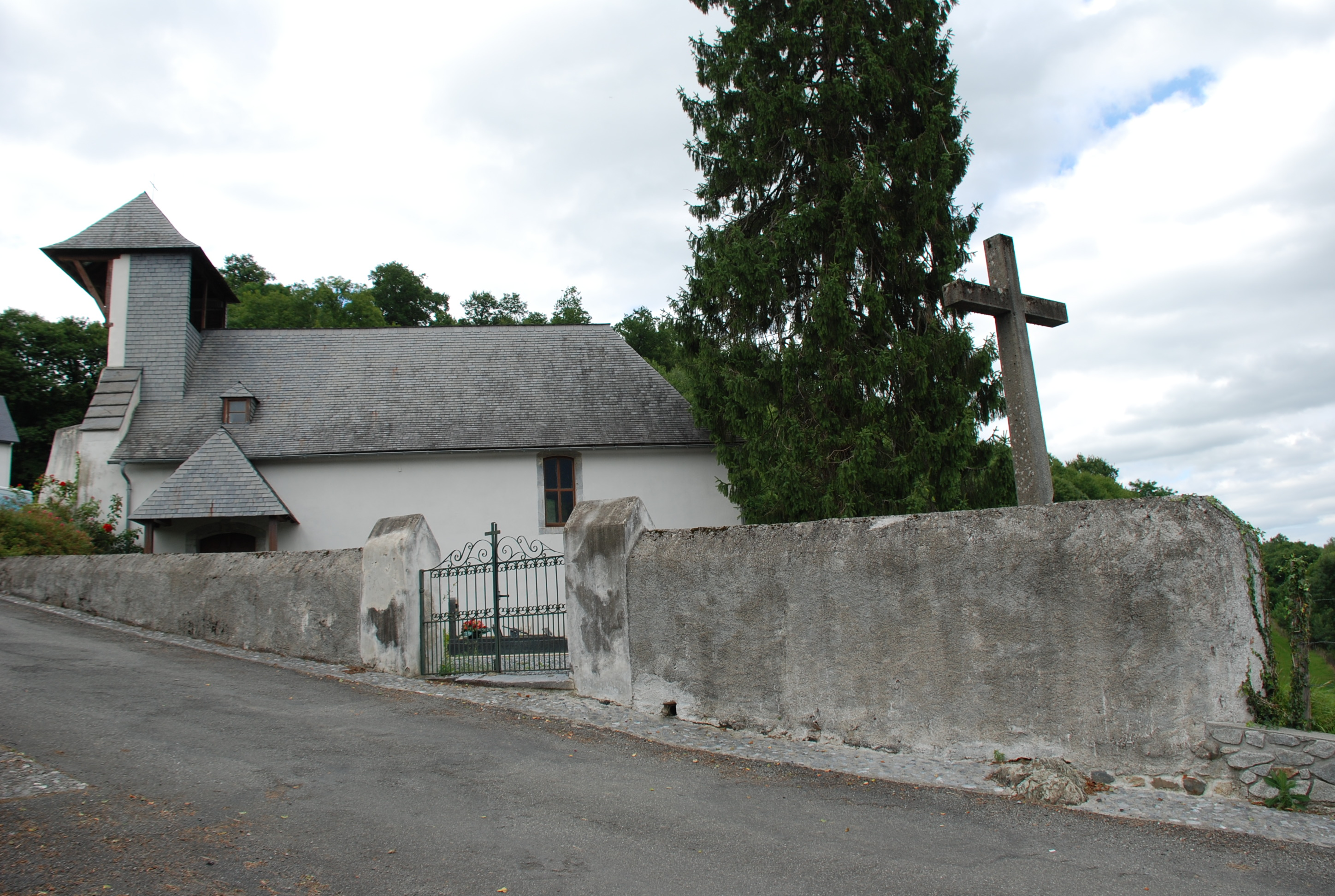
Église de la Toussaint.

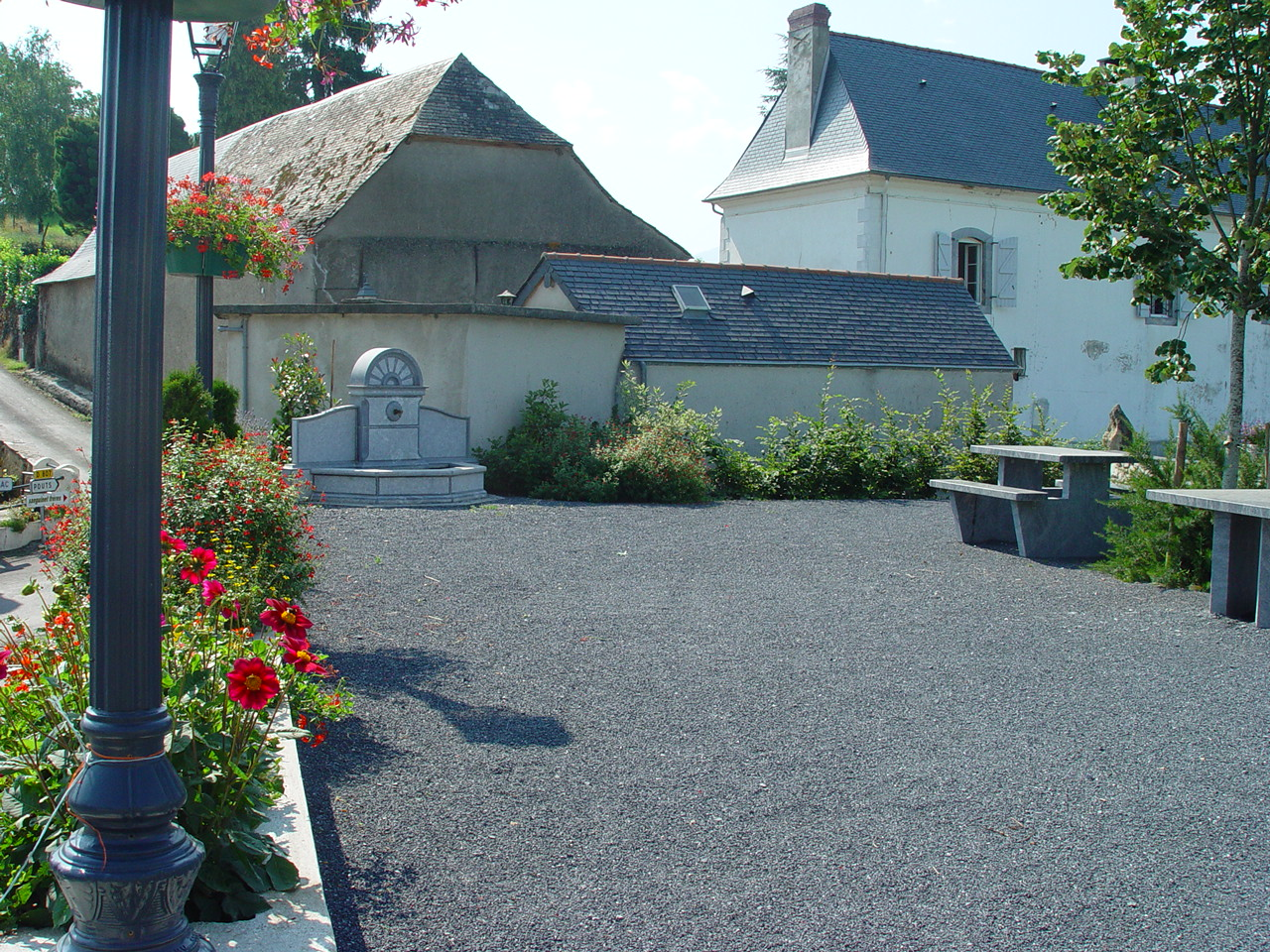
Place de la Fontaine ou place de Candaouan.

La commune ne compte ni monument, ni objet répertorié à l'inventaire des monuments historiques.
On peut toutefois mentionner l'église, la place de la fontaine et des sites panoramiques.
L'église de la Toussaint (dédiée à tous les saints, comme celle de Lézignan) domine le village et offre un beau panorama sur la chaîne des Pyrénées et les alentours. Elle abrite une cloche datée de 1660 qui est référencée comme une des plus anciennes du patrimoine national[réf. nécessaire] pour avoir échappé aux confiscations et à la fonte sous la Révolution, pour cela, selon Thibaut de Rouvray, conservateur des antiquités et objets d’art des Hautes-Pyrénées, elle est inscriptible à l'inventaire des monuments historiques. Elle a fait l'objet d'une rénovation importante à la fin des années 2000.
La place de la Fontaine (ou place de Candaouan) a été créée en 2005 : c'est un lieu de convivialité lors des manifestations communales, elle accueille les promeneurs de passage et les joueurs de boules à la belle saison.
Les chemins de crête (chemin de Sendac, chemin de Recahorts-Pouts, chemin du Courtaou), offrent un vaste panorama sur la chaîne, de Lestelle-Bétharram à l'ouest, au pic du Midi de Bigorre et au Casque de Lhéris, au-dessus de Bagnères-de-Bigorre, à l'est. Un parcours fléché de cyclotourisme part du haut de la côte, en venant de Lézignan, vers la gauche sur le chemin de Sendac, et rejoint le village de Julos.